# 山田喜八
山田 喜八（やまだ きはち、1870年12月-1871年1月（明治3年11月） - 1929年（昭和4年）2月17日）は、大日本帝国陸軍軍人。最終階級は陸軍少将。功四級。

## 経歴・人物
周防山口藩（現・山口県）出身。1893年（明治26年）陸軍士官学校第4期卒業。
1915年（大正4年）8月に大阪連隊区司令官、1916年（大正5年）11月に陸軍歩兵大佐、1917年（大正6年）8月に歩兵第73連隊長、1921年（大正10年）6月に陸軍少将・歩兵第15旅団長、1923年（大正12年）8月に待命、翌月、予備役に編入した。

## 栄典
- 1894年（明治27年）5月1日 - 正八位[3]
- 1909年（明治42年）7月20日 - 正六位[4]